# Трояк
Трояк (також тригрошовик, дудек) — польська срібна, а згодом білонна і мідна монета, номінальною вартістю 3 гроші. Вперше запроваджена у 1528 році королем Сигізмундом І Старим (у ВКЛ — в 1546 році). Спочатку карбувалась на Краківському та Торуньському монетних дворах, з 1580 року — майже на всіх монетних дворах Речі Посполитої. Вміст чистого срібла у цих монетах становив 2,31 г при масі 6,179 г; виготовлялись з низькопробних свідницьких монет. Згідно урядових постанов, маса становила: від 1580 року: близько 2,4 г (близько 2 г чистого срібла); 1604 року: 2,1 г (1,85 г чистого срібла), 1616 року: 1,88 г (1,53 г чистого срібла), 1623 року: 1,97 г (0,97 г чистого срібла), 1654 року: 0,93 г (0,82 г чистого срібла); 1677 року: 1,68 г (0,68 г чистого срібла).
Наймасовішою емісія трояка була під час правління короля Сигізмунда III Вази, коли ці монети стали найпопулярнішим засобом Речі Посполитої. Були популярним номіналом грошового ринку в українських землях. Потім став білонною монетою. Народно-побутова назва потрійного гроша — дудка.
У 1765—1794 роках карбувався польський мідний трояк. Також мідні трояки карбувались: в 1794 році — австрійською владою для Королівства Галичини та Володимирії, в 1810—1814 роках — для Варшавського князівства, в 1815—1841 — Королівства польського, у 1835 році — для вільного міста Кракова.